# Ron Leavitt
Pour les articles homonymes, voir Leavitt.
Ron Leavitt né le 7 novembre 1947 et décédé le 10 février 2008, est un scénariste de télévision américain.
Ron Leavitt est le cocréateur (avec Michael G. Moye) de la série Mariés, deux enfants (262 épisodes en onze saisons).